# Josef Fräß-Ehrfeld
Josef Fräß-Ehrfeld (* 13. Mai 1899 Klagenfurt; als Josef Fräss Ritter von Ehrfeld † 6. November 1965 Steinfeld (Kärnten)) war ein österreichischer Politiker (ÖVP) und Möbelfabrikant. Er war von 1934 bis 1938 sowie 1945 bis 1949 Abgeordneter zum Kärntner Landtag.
Fräß-Ehrfeld wurde als Sohn einer Kärntner Kaufmannsfamilie geboren. Er war der Sohn des Bankiers und Fabriksbesitzers Wilhelm Ritter Fräss von Ehrfeld (* 20. September 1860; † 8. Mai 1925) und dessen Ehefrau Maria Anna geb. Sedlmayer von Seefeld (* 17. Juli 1872). Er war römisch-katholisch und heiratete am 7. Mai 1932 Maria Mayr-Melnhof (* 1. Juni 1907). Aus der Ehe gingen zwei Söhne und eine Tochter hervor. Die Ehe wurde am 12. Juli 1952 geschieden.
Er besuchte das Gymnasium in Klagenfurt und studierte an der Forstakademie in Eberswalde und an der Handelshochschule in München, bevor er 1923 als Prokurist in den väterlichen Betrieb eintrat. Nach dem Tod seines Vaters übernahm Fräß-Ehrfeld 1925 die Möbelfabrik A.v.Ehrfeld, die er zur größten Möbelfabrik des Landes entwickelte. Neben seiner unternehmerischen Tätigkeit war Fräß-Ehrfeld in verschiedenen Wirtschaftsorganisationen aktiv, wobei er von 1934 bis 1938 dem Österreichischen Industriellenverband in Kärnten als Präsident vorstand. Daneben war er Vorstandsmitglied des Hauptverbandes der Industrie Österreich und wirkte zwischen 1934 und 1938 als Vertreter des Berufsstandes „Industrie und Bergbau“ im ständischen Kärntner Landtag. Im Landtag war er Mitglied des Finanzausschusses. Nach der Machtübernahme der Nationalsozialisten wurde er aller Ämter enthoben.
Nach dem Ende des Zweiten Weltkriegs übernahm Fräß-Ehrfeld das Amt des Vizepräsidenten der Kammer der gewerblichen Wirtschaft und wirkte von 1945 bis 1949 erneut im Kärntner Landtag. Er war auch Gemeinderat der Marktgemeinde Steinfeld. Nach seinem Tod wurde er in Steinfeld (Kärnten) begraben. Dort wurde auch eine Straße nach ihm benannt.

## Auszeichnungen
- 1959 Großes Ehrenzeichen für Verdienste um die Republik Österreich
- 1959 Konsul der Republik Chile in Klagenfurt
- 1959 Ehrenbürger der Marktgemeinde Steinfeld
- Kammerrat
- Kommerzialrat